# Jackson (Wyoming)
Jackson város az USA Wyoming államában, Teton megyében, melynek megyeszékhelye is. Lakosainak száma 10 760 fő (2020. április 1.).

## Népesség
A település népességének változása:

| 2010 | 9 577  |
| 2020 | 10 760 |